# Чоловік для молодої жінки
«Чоловік для молодої жінки» (азерб. «Gəbc qadinin kişisi») — радянська кінокомедія 1988 року, знята на кіностудії «Азербайджанфільм», є екранізацією оповідання Максуда Ібрагімбекова «Роги носорога».

## Сюжет
Літній чоловік закохався в молоду дівчину. Людина незалежно від віку, коли захоче може взяти і закохатися у когось, а чоловік середніх років і літні чоловіки тим більше мають потребу в любові, особливо якщо літня людина зустріла дуже красиву молоду дівчину. Завдяки цій любові літній чоловік стає молодшим, привабливим і дуже сильним.

## У ролях
- Гасан Турабов — Рауф
- Аждар Гамідов — Аскеров
- Малік Дадашов — Аріф
- Мамед Алілі — Агарафі
- Наталія Лапіна — Кама
- Джахангір Асланоглу — тесть
- Лейла Бадірбейлі — теща
- Лалазар Мустафаєва — Халіда
- Марія Капніст — Надірова
- Олександр Шаровський — Раїс
- Латіфа Алієва — Алія
- Нізамі Ісмаїлов — прокурор
- Рахман Рахманов — Алмазов
- Малейка Асадова — Гатіба
- Ахмед Ахмедов — Піршагулу.

## Знімальна група
- Режисер: Джахангір Мехдієв
- Сценарій: Максуд Ібрагімбеков, Мамед Мамедов
- Директор фільму: Сахіб Гулузаде
- Звукооператор: Акіф Нурієв
- Композитор: Леонід Вайнштейн
- Художник-постановник: Фікрет Алекперов
- Оператор-постановник: Едуард Галакчієв